# 城厢镇 (武平县)
城厢乡，是中华人民共和国福建省龙岩市武平县下辖的一个乡镇级行政单位。

## 行政区划
城厢乡下辖以下地区：
南通村、灵通村、始通村、上东村、下东村、凹坑村、汾水村、长居村、文溪村、金桥村、礤文村、东岗村、东云村、园丁村、尧录村和云礤村。